# Bengoshi no Kuzu
Bengoshi no Kuzu (弁護士のくず lit. Escoria de Abogados?) es un manga escrito e ilustrado por Hideo Iura sobre Takeda Masami, un nuevo abogado y compañero abogado, Kuzu Motohito, con quien Takeda está asociado y cómo manejan los diferentes casos judiciales. Fue serializado en Big Comic Original de 2003 a 2014. Shōgakukan lo compiló en diez tankōbon lanzado entre el 30 de julio de 2004 y el 29 de enero de 2010. Una segunda serie, Bengoshi no Kuzu Dainishin (弁護士のくず 第二審?), se ha publicado desde 2010; su primer volumen fue lanzado el 25 de diciembre de 2010.
Bengoshi no Kuzu recibió el Premio de Manga Shōgakukan por categoría seinen/general en 2007.
El manga fue adaptado a un drama televisivo de 12 episodios, que se transmitió en el Sistema de Transmisión de Tokio entre el 13 de abril de 2006 y el 29 de junio de 2006.

## Personajes
Kuzu Motohito (九頭 元人?)
Seiyū: Etsushi Toyokawa
Takeda Masami (武田 真実?)
Seiyū: Hideaki Loō
Omata Yuka (小俣 夕花?)
Seiyū: Aki Hoshino
Kunimitsu Yūjirō (国光 裕次郎?)
Seiyū: Fuyuki Moto
Shiraishi Makoto (白石 誠?)
Seiyū: Soichiro Kitamura
Kato Tetsuko (加藤 公平?)
Seiyū: Reiko Takashima

## Premios
- 49th Television Drama Academy Awards Mejor actor principal: Toyokawa Etsushi
- 49th Television Drama Academy Awards Mejor actor secundario: Hideaki Itō